# IC 5272
IC 5272 est une petite galaxie spirale située dans la constellation du Toucan. Sa vitesse par rapport au fond diffus cosmologique est de 3 270 ± 55 km/s, ce qui correspond à une distance de Hubble de 48,2 ± 3,3 Mpc (∼157 millions d'al). Cette galaxie a été découverte par l'astronome américain DeLisle Stewart en 1900.
Les avis diffèrent sur la classification d'IC 5272, spirale intermédiaire selon la base de données NASA/IPAC qui mentionne également qu'il s'agit d'une galaxie de morphologie irrégulière, galaxie spirale ordinaire selon Wolfgang Steinicke et galaxie spirale magellanique selon la base de données HyperLeda et le professeur Seligman. L'image provenant du relevé DSS montre assez clairement la présence d'un bras spiral (galaxie magellanique) ainsi que l'irrégularité de cette galaxie.
En raison d'une brillance de surface égale à 14,06 mag/am2, on peut qualifier IC 5272 de galaxie à faible brillance de surface (LSB en anglais pour low surface brightness). Les galaxies LSB sont des galaxies diffuses (D) avec une brillance de surface inférieure de moins d'une magnitude à celle du ciel nocturne ambiant.

## Groupe de NGC 7329
Selon A. M. Garcia, IC 5272 est membre du groupe de NGC 7329. Ce groupe de galaxies renferme au moins 11 membres. Les autres galaxies sont NGC 7329, NGC 7358, NGC 7408, NGC 7417, les galaxies IC 5222, IC 5227, IC 5244, IC 5250 et IC 5266 de l'Index Catalogue, et ESO 109-32.